# Nakanoshima Mitsui Building
Le Nakanoshima Mitsui Building (中之島三井ビル) est un gratte-ciel construit dans l'arrondissement Kita-ku, sur l’île Nakano-shima, à Osaka au Japon, de 2000 à 2002. D'une hauteur de 140 mètres, il abrite des bureaux.
L'immeuble a été conçu par l'agence d'architecture de l'américain Cesar Pelli.